# Gherghești (gmina)
Gherghești – gmina w Rumunii, w okręgu Vaslui. Obejmuje miejscowości Chetrosu, Corodești, Dragomănești, Drăxeni, Gherghești, Lazu, Lunca, Soci i Valea Lupului. W 2011 roku liczyła 2595 mieszkańców.